# Bimbach (Main)
Der Bimbach (auch Großlangheimer Bach, Weihersbach) ist ein etwa 8 Kilometer langer, linker Nebenfluss des Mains in Bayern. Das Gewässer dritter Ordnung besitzt vor allem eine historische Bedeutung für die angrenzenden Orte Kitzingen-Etwashausen und Großlangheim, weil ehemals mehrere Mühlen zur Getreideversorgung der Menschen den Bach säumten.

## Name
Die sprachliche Herleitung des Bachnamens ist nach wie vor umstritten. Ähnlich wie beim gleichnamigen Ort Bimbach, der nur wenige Kilometer weiter östlich im Steigerwaldvorland zu finden ist, könnte auf die hier aufgestellten Buhnen aus Flechtwerk verweisen. Sie dienten in der Vergangenheit als Hochwasserschutz entlang der kleineren Bäche. Die Bezeichnung Großlangheimer Bach, die bereits im Jahr 1628 genannt wird, war vor allem im Unterlauf, auf Kitzinger Gemarkung weit verbreitet und verweist auf den Quellort auf Großlangheimer Gebiet.

## Verlauf
Der Bimbach entspringt im äußersten Osten der Großlangheimer Gemarkung nördlich der Staatsstraße 2272. Er speist bereits nach wenigen Metern drei kleine Seen und fließt dann im Süden am Großlangheimer Altort vorbei. Bis 1525 bildete der Bach zugleich den Wassergraben der Burg Großlangheim, die heute nur noch als Ruine an der Straße Schlosshof besteht. Südöstlich von Großlangheim spaltet sich der Bach in zwei Äste, der kleinere bildete ursprünglich einen Mühlbach für die Großlangheimer Kufenmühle (auch Kuffenmühle).
Nach etwa 3 Kilometern verlässt der Bimbach die Großlangheimer Gemarkung in Richtung Kitzingen. Auf dieser gesamten Länge verläuft die Staatsstraße 2272 parallel zum Bach. Dies ändert sich auch auf Kitzinger Gebiet zunächst nicht. Der Bimbach bildet hier die südliche Grenze des Kitzinger Gültholz-Waldes und zugleich das nördliche Ende des Kitzinger Industriegebietes Technologiepark. Der Bimbach wird unmittelbar westlich der Staatsstraße 2271 unter dem inzwischen abgebauten Schienenstrang der Bahnstrecke Kitzingen–Schweinfurt durchgeführt.
Nach Erreichen der Etwashäuser Gemarkung verläuft der Bach zunächst durch die im Osten des Altortes befindlichen Gemüsefelder. Hier passiert er mit der Farbmühle auch die letzte noch in Betrieb befindliche Mühlenanlage. Der Bimbach fließt entlang der Etwashäuser Ortsbefestigung, wo er in der Vergangenheit zugleich den Graben bildete. 1476 hob man den Graben aus. Heute wird der Bach nur noch im Norden der ehemaligen Befestigung entlanggeführt. Der Bimbach mündet schließlich bei Mainkilometer 286 unmittelbar nördlich der alten Kitzinger Mainbrücke in den Main.

### Rodenbach
Der Rodenbach (auch Röthenbach, Rothenbach) entspringt im Westen der Kleinlangheimer Gemarkung auf dem Gebiet des Naturschutzgebiets Sande am Tannenbusch. Er verläuft heute nördlich des Bimbachs durch das Gültholz und durchquert mit dem Belkers bei Großlangheim ein weiteres Schutzgebiet der Kategorie IV. Die beiden Bäche liegen etwa einen Kilometer voneinander entfernt. Der Rodenbach mündet bei Mainkilometer 287 unmittelbar im Norden der bebauten Fläche von Etwashausen in den Main. Allerdings war das Gewässer noch im 19. Jahrhundert direkt mit dem Bimbach verbunden. Im Norden des Etwashäuser Altortes vereinigten sich die beiden Bäche.

### Rödelbach
Der Rödelbach entspringt heute im Südosten des Rödelseer Gemeindegebietes am Rande der bebauten Fläche. Er verläuft als ehemaliger Ortsgraben am südlichen Rande des Altortes, ein weiterer Arm des Rödelbaches wurde noch im 19. Jahrhundert mitten durch Rödelsee geleitet und diente der Wasserversorgung des Dorfes. Im weiter westlich gelegenen Fröhstockheim führt er noch immer durch das Dorf, ist hier allerdings teilweise untertunnelt. Heute wird der Rödelbach an der Gemarkungsgrenze Großlangheim-Rödelsee nach Westen umgeleitet, wo er nach der Durchquerung der nördlichen Kitzinger Siedlung bei Flusskilometer 286 in den Main mündet. Auch der Rödelbach war im 19. Jahrhundert ein Bimbachzufluss, der zwischen Forstmühle und Reubelsmühle zufloss und insgesamt drei Mühlen antrieb.

## Flora und Fauna
Der Bimbach wurde in der Vergangenheit mehrfach begradigt. Dennoch finden sich entlang des Baches auch naturnahe Abschnitte. Besonders viele Bereiche wurden von den unteren Naturschutzbehörden als Biotope kartiert. Unter der Bezeichnung „Bimbach mit Auenwaldsaum zwischen Großlangheim und Kitzingen“ ist die vegetationsfreie Wasseroberfläche unter Schutz gestellt. Entlang des Baches sind viele Brutgebiete von Stand- und Zugvögeln zu finden. So ragt das Vogelschutzgebiet Südliches Steigerwaldvorland mit dem bayerischen Schwerpunkt der Verbreitung des Ortolans herein.

## Mühlen
Entlang des Bimbachs waren in der Vergangenheit viele Mühlenbetriebe angesiedelt, die insbesondere die Getreideversorgung von Großlangheim (hier ist der Bimbach der einzige schüttungsstarke Bach innerhalb der Gemarkung), Kitzingen und seiner Vorstadt Etwashausen sicherstellten. In der Vergangenheit war der Bach bis zu vier Meter breit und wurde erst im 20. Jahrhundert reguliert. Viele der Mühlen fielen dem Mühlensterben des 19. und 20. Jahrhunderts zum Opfer. Außerdem wurden einige weitere Anlagen im Zuge des Baus des Flugplatzes Kitzingen abgerissen. Heute besteht lediglich die Farbmühle in Etwashausen.